# The First Time Ever I Saw Your Face
Singles de Roberta Flack
Will You Still Love Me Tomorrow
(1972) Where Is the Love
(1972)
The First Time Ever I Saw Your Face est une chanson folk américaine de Peggy Seeger composée et écrite par Ewan MacColl en 1957. En 1969, Roberta Flack enregistre une version qui est incluse dans le film Un frisson dans la nuit de 1971. Dès lors, The First Time Ever I Saw Your Face, diffusée à la radio dans une version plus courte, se classe no 1 à la fois au Billboard Hot 100 et dans le Hot Adult Contemporary Tracks du Billboard ainsi que no 14 au UK Singles Chart. Devenue un standard de Flack, elle reçoit le Grammy Award de la chanson de l'année en 1973.

## Récompenses
1973 : Grammy Award de la chanson de l'année

## Versions
Enregistrée par, :
- Ronnie Aldrich (instrumental)
- Karrin Allyson
- Erykah Badu
- Michael Ball
- Shirley Bassey sur l'album And I Love You So
- Harry Belafonte en duo avec Lena Horne
- Acker Bilk (instrumental)
- Peter Blakeley
- Boston Pops Orchestra (instrumental)
- Ann Hampton Callaway
- Matt Cardle
- Vikki Carr
- José Carreras
- Johnny Cash
- The Jimmy Castor Bunch
- Kate Ceberano
- Cyrus Chestnut (instrumental)
- The Chi-Lites
- Cindytalk
- Petula Clark
- Harry Connick Jr.
- David Cook
- Céline Dion
- Bonnie Dobson
- Val Doonican
- Eternal
- Luke Evans, album Al last 2019
- Percy Faith (instrumental)
- Marianne Faithfull
- Ferrante & Teicher
- Roberta Flack
- Von Freeman (instrumental)
- The Fureys
- Jeffrey Gaines
- Guy Garvey and the MacColls
- Gordon Giltrap (instrumental)
- Dexter Gordon (instrumental)
- Vern Gosdin
- Gregorian
- Marcia Griffiths
- Stefan Grossman
- Sam Harris
- Johnny Hartman (instrumental)
- Isaac Hayes
- Priscilla Herdman
- Corinne Hermès en 2019 (album Intemporelle)
- The Highwaymen
- Lauryn Hill
- Steven Houghton
- Thelma Houston
- Engelbert Humperdinck
- Bert Jansch
- Joe and Eddie
- Ivan « Boogaloo Joe » Jones
- Bradley Joseph
- Journey South
- Michael Kaeshammer (instrumental)
- Janet Kay
- Brian Kennedy
- The Kingston Trio
- Caroline Lavelle
- Leona Lewis
- Gordon Lightfoot
- Ewan MacColl
- Catherine McKinnon
- Sylvia McNair
- Henry Mancini (instrumental)
- Mantovani	(instrumental)
- Lena Martell
- Richard Marx
- Maysa Matarazzo
- Johnny Mathis
- George Michael
- Lea Michele, Jenna Ushkowitz, Naya Rivera et Amber Riley dans le cadre de la série Glee
- Chad Mitchell Trio
- Christy Moore
- Sarah Jane Morris
- Tony Mottola
- Paul Mounsey (instrumental)
- Nana Mouskouri
- Alison Moyet
- Jim Nabors
- Peter Nero (instrumental)
- Aaron Neville avec Marcia Griffiths
- Wayne Newton
- Martin Nievera
- Esther Ofarim
- Amanda Palmer
- Emile Pandolfi (instrumental)
- Pentangle
- Peter, Paul and Mary
- Paul Potts
- Elvis Presley
- Rachel Z
- Conner Reeves
- Mathilde Santing
- Peggy Seeger
- Sharon Shannon (instrumental)
- The Smothers Brothers
- Kandace Springs
- Stereophonics et Jools Holland
- Michael Sweet
- June Tabor
- Maria Taylor
- The Temptations
- Bryn Terfel
- Toots Thielemans (instrumental)
- Timmy Thomas
- Mel Tormé
- Mary Travers
- Regine Velasquez
- Bobby Vinton
- We Five
- Andy Williams
- Vanessa L. Williams
- Gheorghe Zamfir (instrumental)